# Nass- und Feuchtgrünlandkomplex östlich Holzwipper
Das Naturschutzgebiet Nass- und Feuchtgrünlandkomplex östlich Holzwipper liegt auf dem Gebiet der Gemeinde Marienheide im Oberbergischen Kreis in Nordrhein-Westfalen.
Das etwa 2,3 ha große Gebiet wurde im Jahr 1998 unter Naturschutz gestellt und trägt die Schlüsselnummer GM-051. Es erstreckt sich nordöstlich des Ortskerns von Marienheide entlang der Wupper, die im Oberlauf auch als Wipper bezeichnet wird. Das Naturschutzgebiet liegt östlich der Ortschaft Holzwipper zwischen der Straße Zur Wupperquelle und der Wupper, die im Oberlauf mit Wipper bezeichnet wird.

## Beschreibung
Der Fachinformationsdienst des Landesamtes für Natur, Umwelt und Verbraucherschutz in NRW beschreibt das Gebiet wie folgt:

„Es erstreckt sich mit einer Länge von etwas über 400 m und einer Breite von durchschnittlich ca. 70 m in Ost-West-Richtung.
Im schmaleren östlichen Bereich befindet sich eine Glatthaferwiese, die ein Bachlauf mit Ufergehölz vom Rest des Gebietes abtrennt. Dieses besteht zum größten Teil aus einer einschürigen Wiese mit hohen Anteilen von Wiesenknöterich. Darin eingestreut wachsen Kleinseggenriede aus Wiesensegge. Im Nordwesten liegen in enger Verzahnung zwei Großseggenriede aus Schlank- bzw. Rispensegge, Feuchtgrünland mit Mädesüß und Waldsimse sowie ein Weiden-Ufergehölz. Die Wipper verläuft außerhalb des NSG an dessen nördlichem Rand und wird von einem Ufergehölz mit Hochstaudenflur begleitet. Schutzziel sind der Erhalt und die Entwicklung eines feuchten bis nassen Wiesentales mit Groß- und Kleinseggenriedern und extensiv genutzten Wiesen. Die Grenze des NSG sollte um die Wipper mit ihrem Ufergehölz und Hochstauden, die typischerweise dem Wiesental zuzuordnen sind, erweitert werden.“

Im Naturschutzgebiet sind etliche wichtige, seltene und besonders schützenswerte Pflanzenarten des Feuchtgrünlandes vertreten: Echtes Mädesüß (Filipendula ulmaria), Kuckucks-Lichtnelke (Lychnis flos-cuculi), Sumpf-Dotterblume (Caltha palustris), Wiesen-Flockenblume (Centaurea jacea) und Schlangen-Knöterich (Bistorta officinalis).

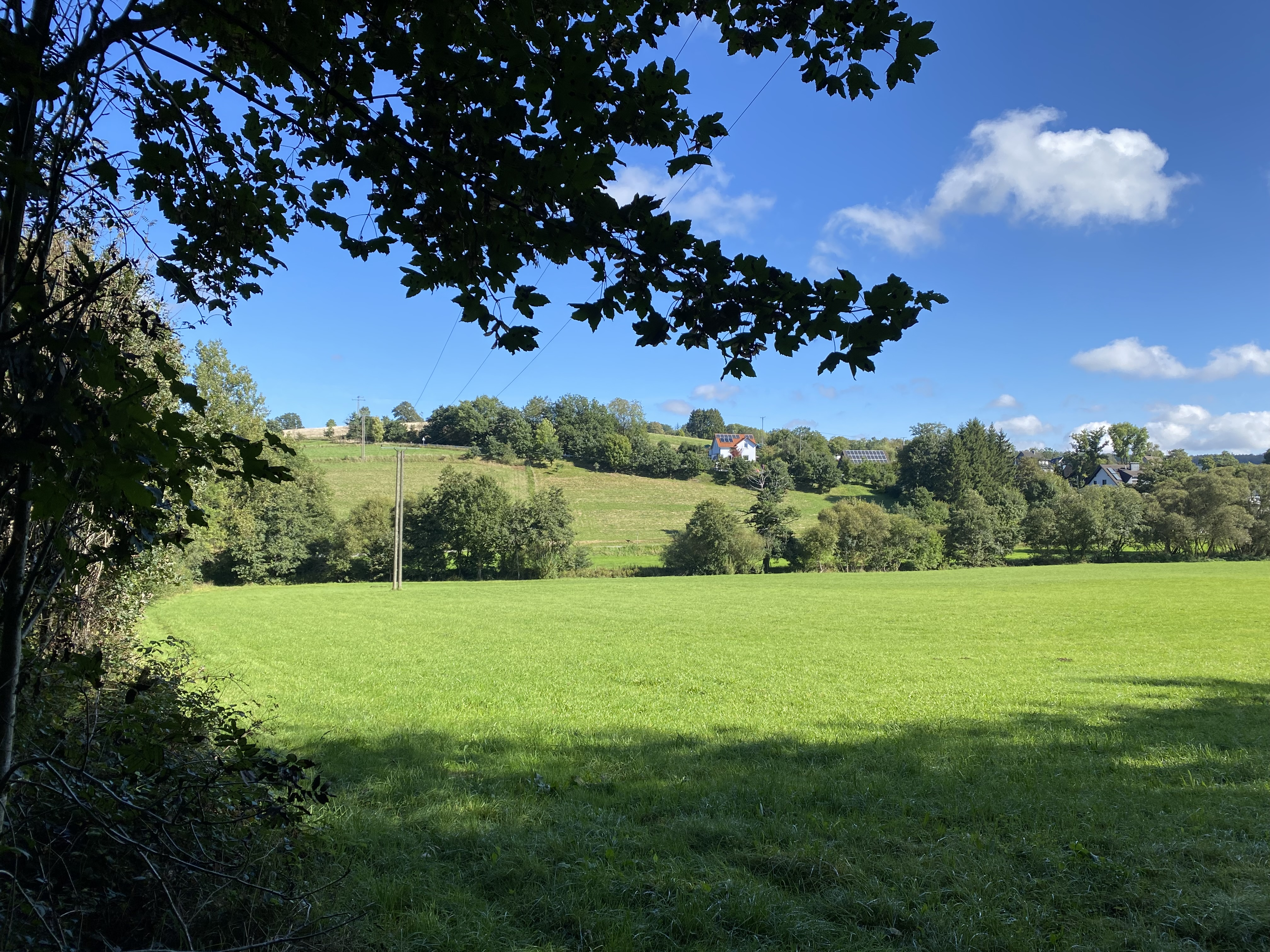
Nass- und Feuchtgrünland östlich Holzwipper
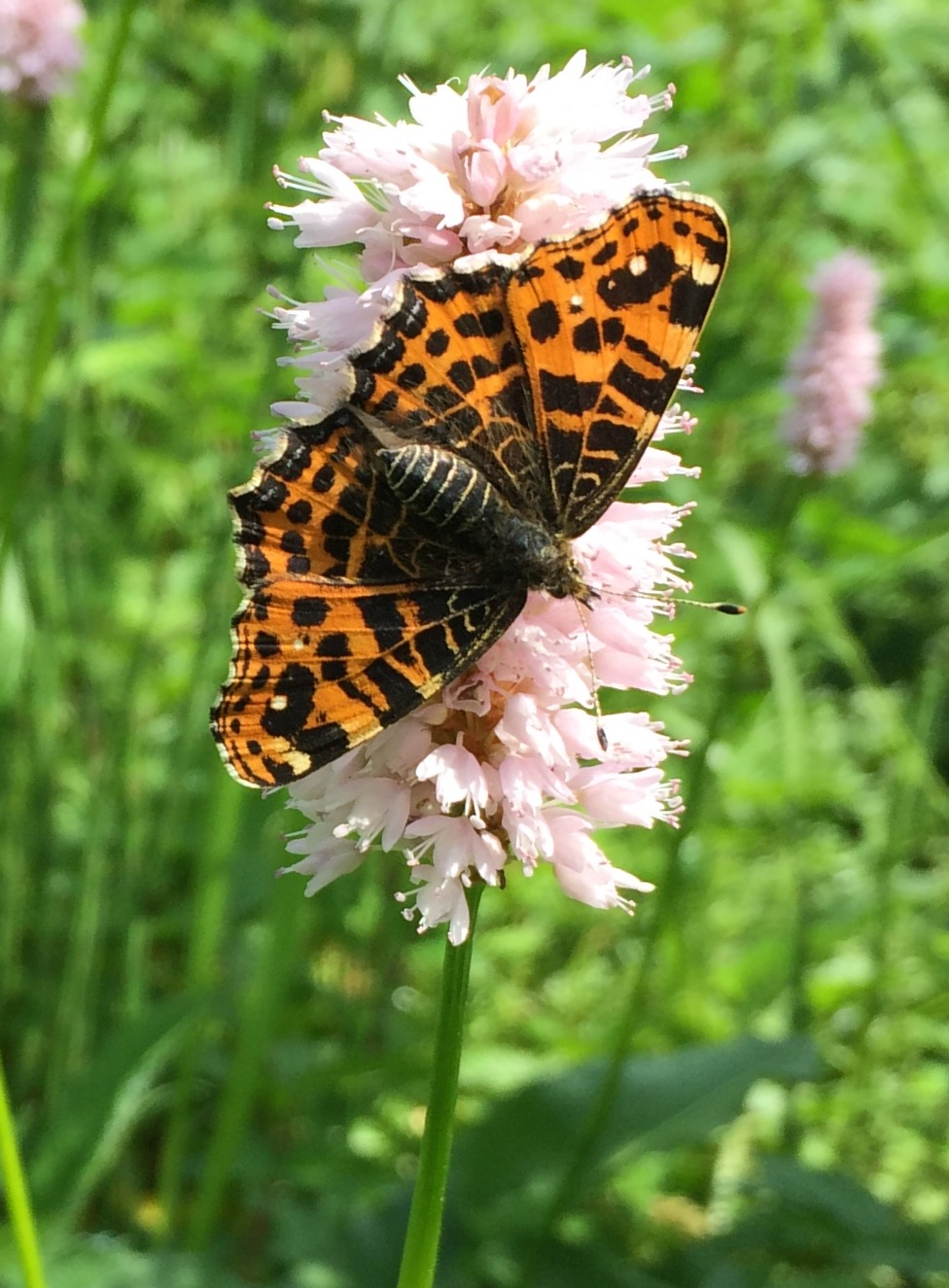
Landkärtchen auf Schlangen-Knöterich
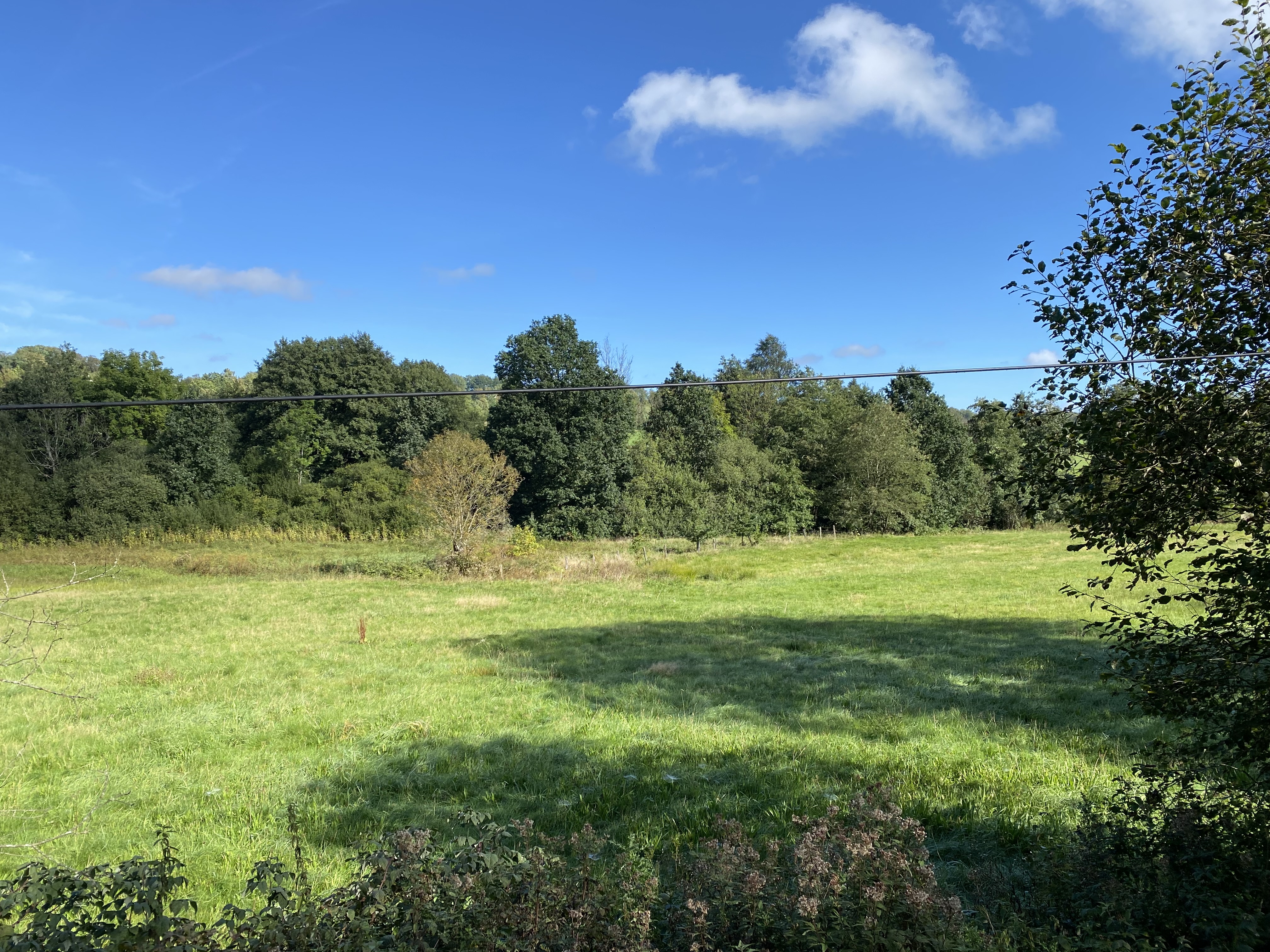
Feuchtbiotop in Grünland
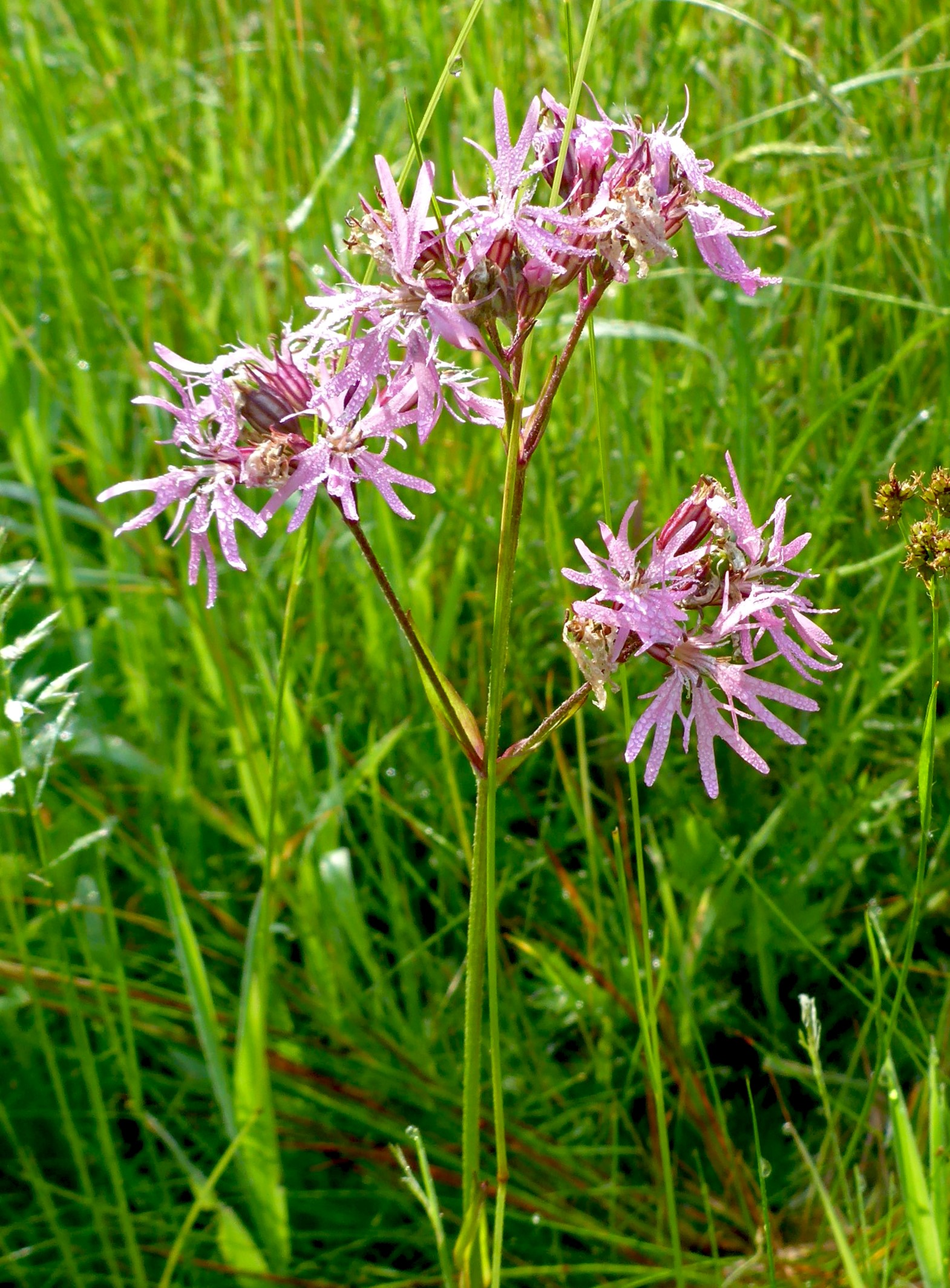
Die Kuckucks-Lichtnelke ist auf mageres Feuchtgrünland angewiesen
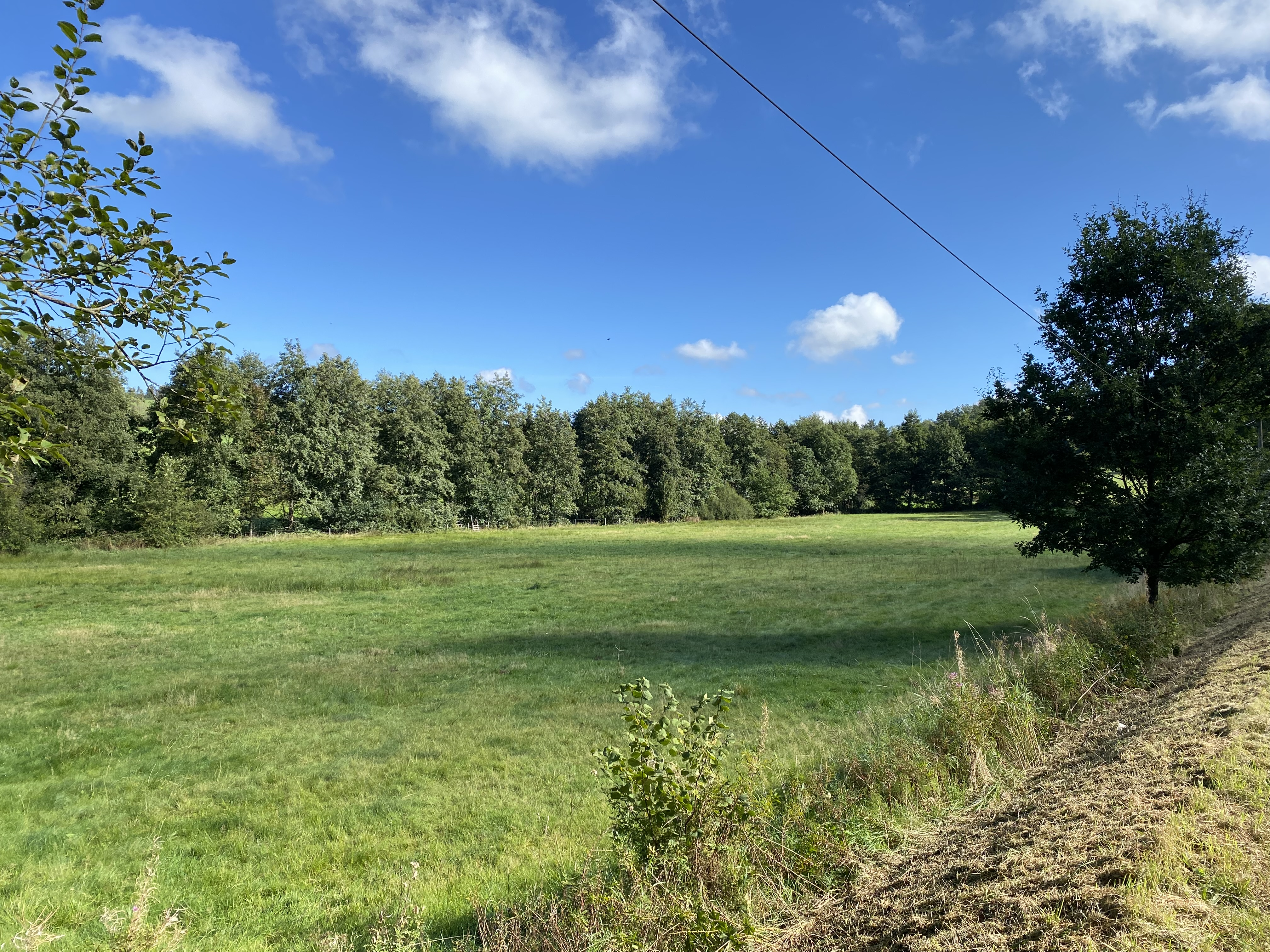
Die Wipper fließt im Schutz des Ufergehölzstreifens
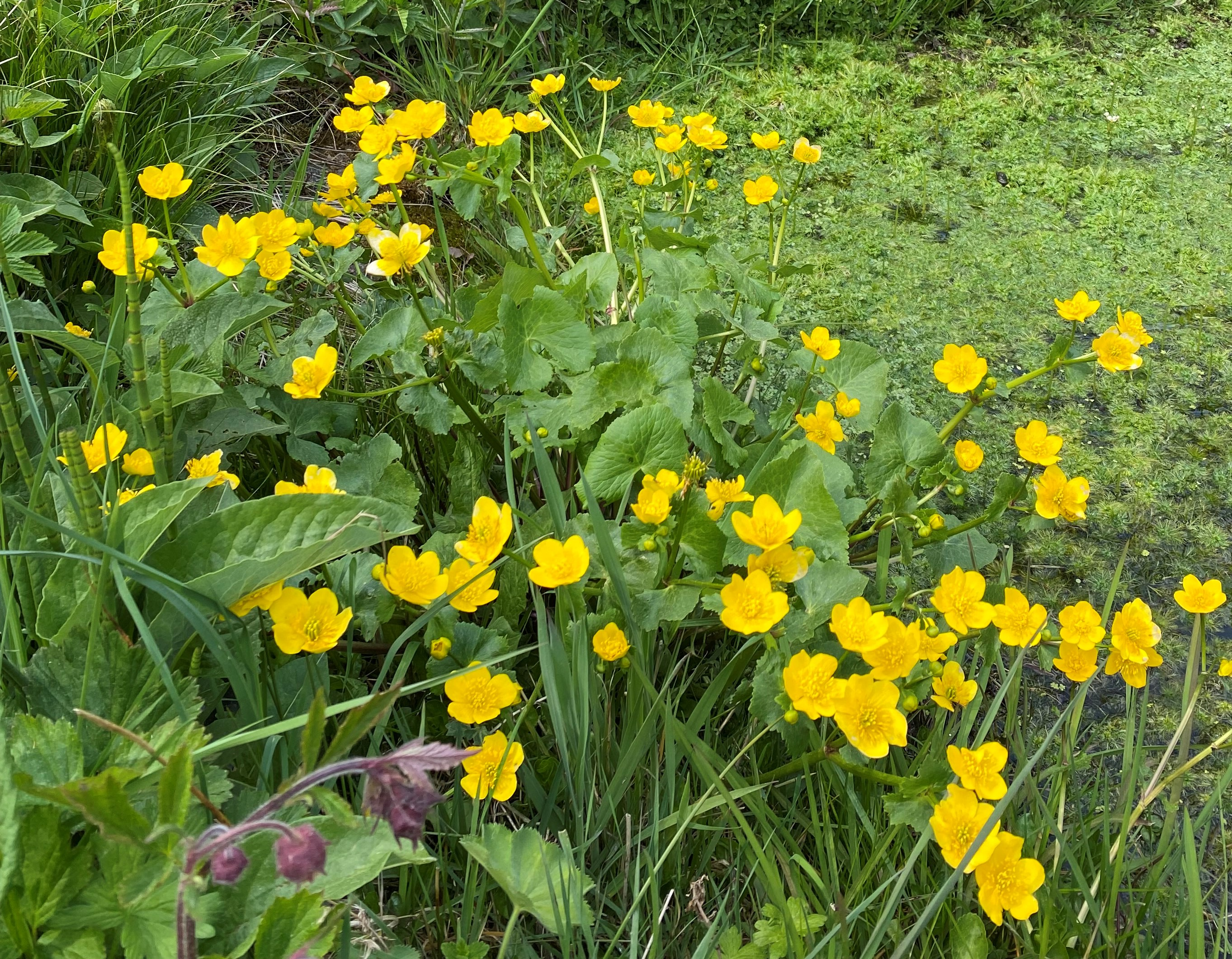
Sumpf-Dotterblumen werden immer seltener
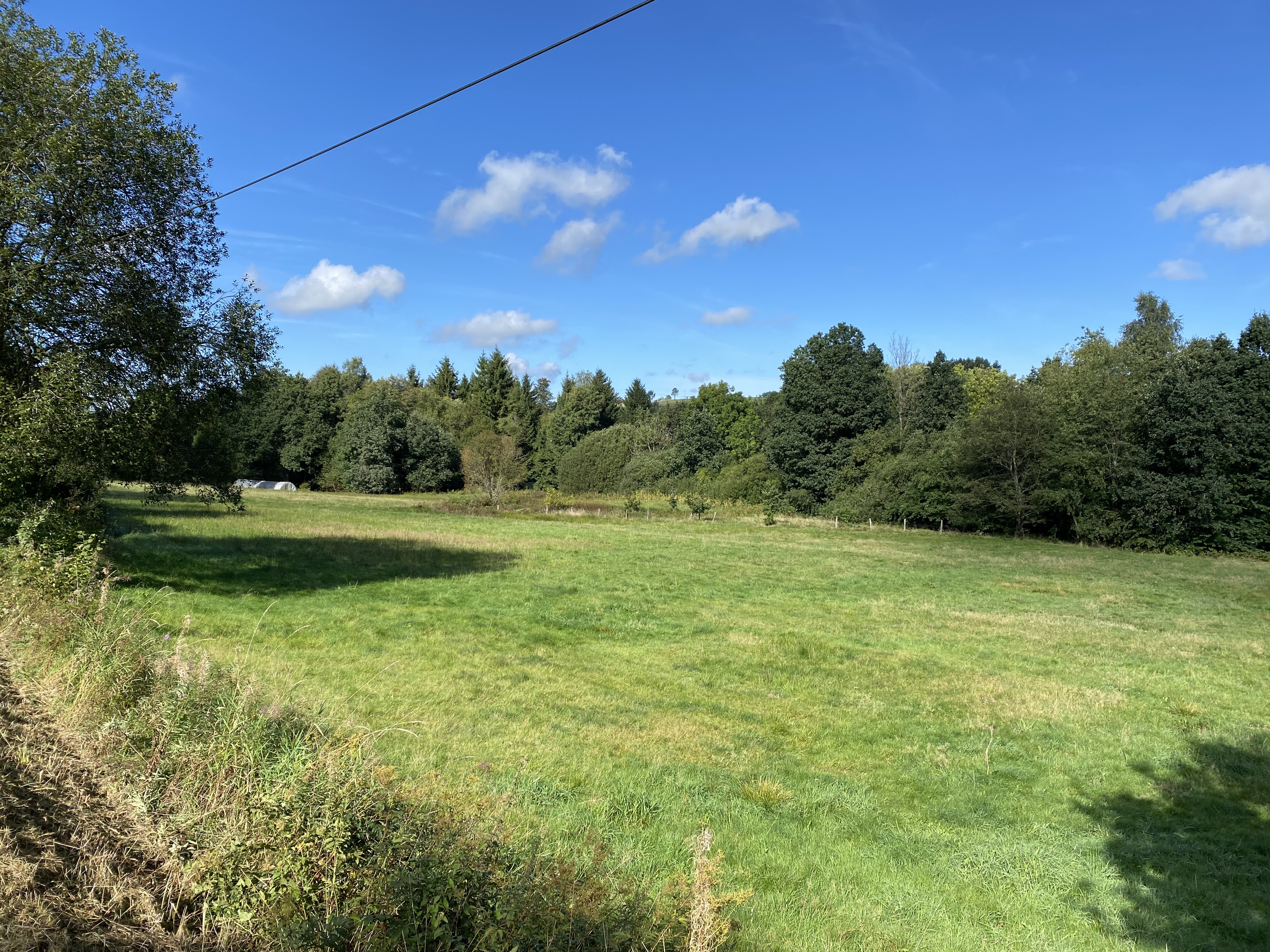
Nass- und Feuchtgrünland zwischen Wipper und Straße Zur Wupperquelle
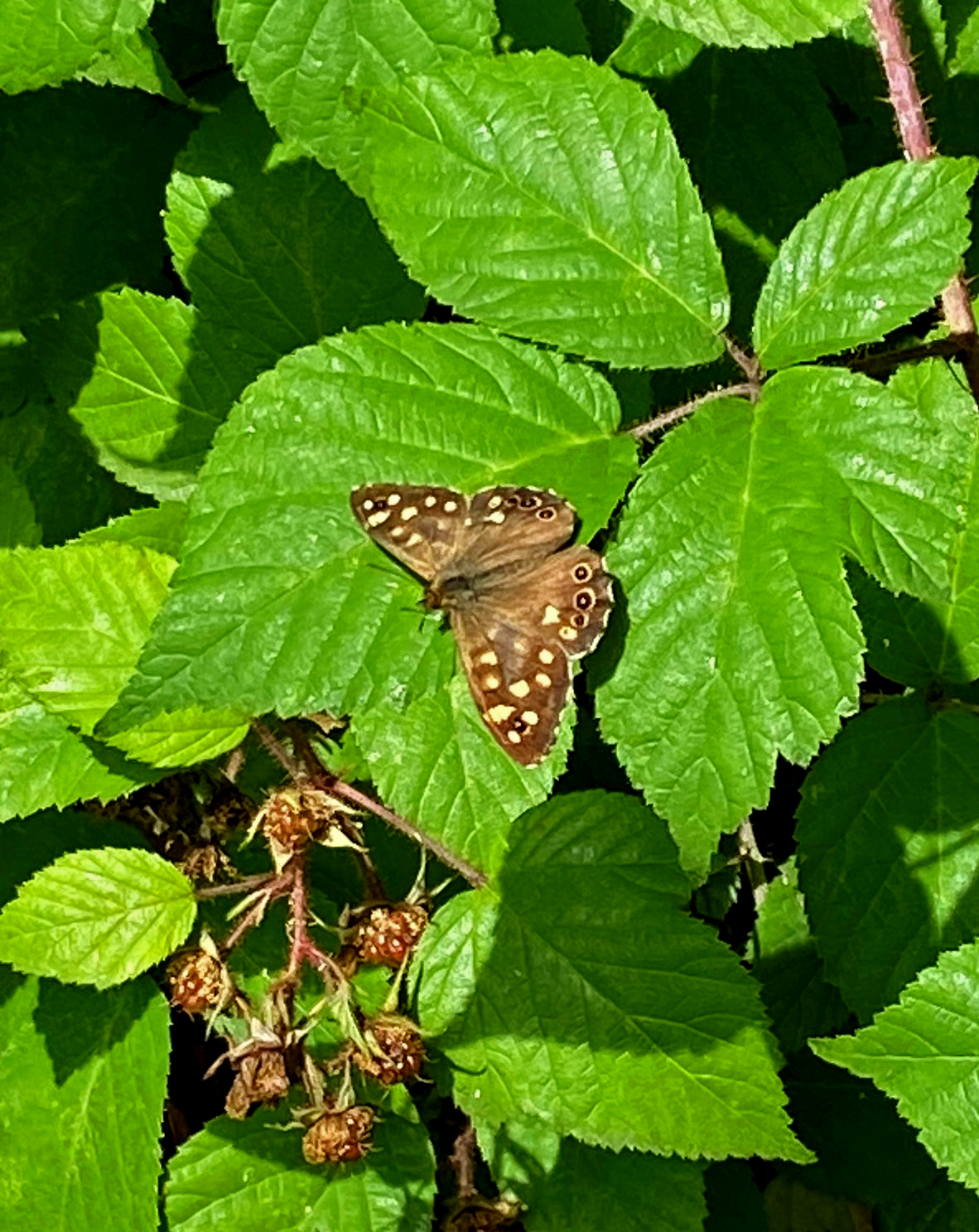
Waldbrettspiel (Pararge aegeria)